# Чернов Андрій Анатолійович
Андрій Анатолійович Чернов (нар. 19 жовтня 1979, Любань, Мінська область, БРСР) — український футболіст, захисник.

## Життєпис

### Ранні роки
Андрій Чернов народився 19 жовтня 1979 року в місті Любань Мінської області в сім'ї військовослужбовця. Коли Андрію виповнилося 6 місяців його сім'я повернулася в Україну та оселилася в Одесі. Розпочавши навчання у 2-му класі записався до футбольної секції. Першими тренерами майбутнього футболіста стали Юрій Скорик та Ігор Іваненко, які тренували його в СДЮШОР «Чорноморець» (Одеса). В 1996 році 15-річний Чернов за допомогою футбольного агента Андрія Головаша переїздить до бельгійського «Алсту», де навчався футбольній майстерності під керівництвом Яном Кулемансом, проте адаптуватися в Бельгії Андрій так і не зміг, а тому вже в 1996 році повернувся в СДЮШОР «Чорноморець». Після повернення в Україну на юного футболіста виходило київське «Динамо» й пропонувало йому 7-річний контракт, але за порадою батька вирішив залишитися в «Чорноморці». Головну команду одеситів на той час тренував Леонід Буряк, який почав залучати до тренувань юного захисника.

### Клубна кар'єра
Через високу конкуренцію в головному складі одеситів, за порадою Леоніда Буряка відправляється в 1997 році в оренду до друголігової СК «Одеси». Свій перший матч на професіональному рівні провів 6 серпня 1998 року в домашньому матчі 2-го туру групи Б Другої ліги чемпіонату України проти армянського «Титана». Андрій вийшов на поле в стартовому складі, на 17-й хвилині поєдинку відзначився єдиним голом у матчі (той поєдинок так і завершився з рахунком 1:0), а на 46-й хвилині був замінений на Євгена Сидорського. У СК «Одесі» швидко завоював місце в стартовому складі. За підсумками сезону 1998/99 років завоював місце наступного сезону виступати в Першій лізі чемпіонату України. Того ж сезону в кубку України разом з командою дійшов до 1/8 фіналу, в якому поступився півфіналісту Ліги чемпіонів київському «Динамо», яким на той час керував Валерій Лобановський. Слід також відзначити, що на ранніх стадіях СК «Одеса» вибив з турніру одеський «Чорноморець» та запорізький «Металург».
В 1999 році повернувся до складу одеського «Чорноморця» й поступово завоював місце в основі клубу. Дебютував у складі одеських моряків 25 травня 1999 року в домашньому матчі 33-го туру першої ліги чемпіонату України проти кременчуцького «Кременя». Одесити в тому матчі перемогли з рахунком 3:1. Чернов вийшов на поле на 89-й хвилині, замінивши Володимира Гапона. Дебютним голом за одеситів відзначився 19 серпня 2000 року в виїзному матчі 5-го туру першої ліги чемпіонату України проти київського «Динамо-2». Матч завершився перемогою киян з рахунком 3:1. Андрій вийшов на поле на 46-й хвилині, замінивши Руслана Романчука, а на 88-й хвилині Андрій відзначився голом. Загалом у складі одеського «Чорноморця» в чемпіонатах України зіграв 45 матчів та забив 4 м'ячі, ще 3 матчі провів у кубку України. Крім того, у складі одеського «Чорноморець-2» зіграв 17 матчів.
В 2001 році за запрошенням Мирона Маркевича перейшов до складу львівських «Карпат». У складі «зелено-білих» дебютував 15 липня 2001 року в домашньому матчі 2-го туру Вищої ліги чемпіонату України проти запорізького «Металурга». Львів'яни в тому матчі вирвали перемогу з рахунком 2:1. Чернов вийшов на поле в стартовому складі та відіграв увесь поєдинок. Дебютним голом за львівську команду відзначився 25 серпня 2001 року в матчі 8-го туру вищої ліги чемпіонату України проти полтавської «Ворскли». Андрій вийшов на поле в стартовому складі та відіграв увесь поєдинок, а на 3-й хвилині відзначився голом. Роман Толочко виконав передачу в штрафний майданчик суперника, а Чернов головою переправив той м'яч у ворота. Крім Андрія, в тому матчі відзначалися також Сергій Даниловський (10-та хвилина) та Едвард Аньямке (31-ша хвилина) У складі «Карпат» Мирон Маркевич використовував Андрія на позиції опорного півзахисника. Партнерами Андрія по команді тоді були досвідчені Олександр Грановський, Ярослав Хома та Василь Швед, а також ще молоді Сергій Даниловський та Тарас Кабанов. У 2002 році у «Карпат» виникли фінансові проблеми, тому Андрій Чернов був проданий до столичного «Арсеналу» за суму 1 000 000 доларів. Загалом у футболці основної команди «Карпат» у чемпіонаті України зіграв 23 матч та відзначився 2 голами, ще 5 матчів (1 гол) у складі зелено-білих провів у кубку України, крім того 1 матч провів у складі «Карпат-2» та 2 матчі (1 гол) у складі «Карпат-3».
З 2002 року захищав кольори столичного «Арсеналу». За київських канонірів дебютував 7 липня 2002 року в домашньому матчі 1-го туру вищої ліги чемпіонату України проти донецького «Шахтаря». Матч завершився нульовою нічиєю. Андрій вийшов на поле в стартовому складі та відіграв увесь поєдинок, на 88-й хвилині отримав жовту картку. Першим голом у складі київських канонірів відзначився 1 вересня 2002 року в виїзному матчі 8-го туру вищої ліги чемпіонату України проти донецького «Металурга». Матч завершився перемогою Арсеналу з рахунком 2:1. Чернов у тому поєдинку вийшов у стартовому складі та відіграв увесь поєдинок, а на 24-й хвилині відзначився голом. 22 липня 2003 року потрапив у скандальну історію. Під час виїзного матчу 2-го туру вищої ліги чемпіонату України проти київського «Динамо» біля бокової лінії поля, яка проходила поряд з лавою для запасних киян, на початку зустрічі здійснив жорсткий підкат проти Юрія Дмитруліна. Після тривалих апеляцій з боку гравців київського клубу отримав пряму червону картку. В пресі з'явилася інформація, що у Юрія перелом ноги у 5 місцях, насправді ж уже через 3 дні він тренувався у загальній групі динамівської команди. Під час виступів Чернова у «Арсеналі» ним цікавилися київське «Динамо» та московський «Спартак». Проте тодішній тренер канонірів В'ячеслав Грозний переконав його залишитися в клубі. До 2006 року в складі «Арсеналу» в чемпіонатах України зіграв 51 матч та відзначився 5 голами, ще 4 матчі провів у кубку України. Крім того, зіграв 1 матч (2004) у складі «Арсенала-2» та 4 матчі (2 голи) у складі київського ЦСКА (2004 рік).
Останнім професіональним клубом в кар'єрі Андрія був овідіопольський «Дністер», у складі якого протягом 2007—08 років він зіграв у чемпіонатах України 35 матчів та відзначився 2-ма голами, ще 2 поєдинки в складі овідіопольської команди провів у кубку України.

### Кар'єра в збірній
У складі молодіжної збірної України зіграв 1 матч, останній у кваліфікації до молодіжного ЄВРО-2002. Суперниками українців були польські однолітки. Матч обслуговувала кіпрська бригада арбітрів, яка в тій зустрічі «відзначилася» 4-ма видаленнями гравців збірної України. На початку другого тайму суддя видалив Олексія Бєліка, потім одесита Руслана Валєєва, а ще через деякий час Сергія Ткаченка. Після цього не витримали нерви в Андрія Чернова, який в жорсткій формі висловив претензії головному арбітру, за що й отримав червону картку. Після цього випадку до лав збірної України більше не викликався.

### Особисте життя
Захоплюється риболовлею.
Після завершення кар'єри гравця оселився в Одесі.

## Досягнення
- Перша ліга чемпіонату України
  -  Срібний призер (1): 1998/99

- Друга ліга чемпіонату України
  -  Переможець (2): 1998/99 (Група Б), 2006/07 (група А)
  -  Бронзовий призер (1): 1997/98 (Група Б)
- Володар призу «Людина футболу Львівщини» 2001 року